# Cassidy Krug
Cassidy Krug (* 12. Juli 1985 in Pittsburgh) ist eine US-amerikanische Wasserspringerin. Sie startet im Kunstspringen vom 1-m- und 3-m-Brett und im 3-m-Synchronspringen. Sie wird von Rick Schavone trainiert.
Da beide Eltern selbst Trainer im Wasserspringen sind, begann auch Krug in jungen Jahren mit dem Sport. Sie gehört seit dem Jahr 2005 zum Nationalkader. Krug errang mehrere dritte Plätze bei Wettbewerben im Rahmen des FINA-Diving-Grand Prix. Ihren größten Erfolg feierte sie bei den Panamerikanischen Spielen 2011 in Guadalajara, wo sie Silber vom 3-m-Brett und mit Kassidy Cook Bronze im 3-m-Synchronspringen gewann. Für Weltmeisterschaften oder Olympische Spiele konnte Krug sich jedoch teamintern bislang nicht qualifizieren. Sie gewann zwischen 2005 und 2011 bislang neun nationale Meistertitel.
Sehr erfolgreich war Krug dagegen bei Collegewettbewerben. Sie studierte an der Stanford University und startete für das Sportteam der Universität, den Cardinals. Sie gewann zwei Titel bei Collegemeisterschaften.